# Al-Tanukhi
Abū ʿAlī al Muḥsin b. ʿAlī al-Tanūkhī (in arabo أبو علي المحسن بن علي التنوخي‎?; Bassora, 941 – 994) è stato uno scrittore arabo, il più famoso del periodo medievale.

## Biografia
Al-Tanūkhī nacque a Bassora, nell'odierno Iraq. Il padre era un giudice colto ed amico di importanti personaggi, e l'autore poté studiare con famosi maestri tra cui Abū l-Faraj al-Iṣfahānī, che gli insegnò la letteratura di adab, diventando così non solo esperto nel campo giuridico, ma anche poeta e scrittore.

Rimasto orfano, proseguì gli studi per diventare giudice e poté assolvere al suo incarico nel Khūzestān, grazie all'amicizia con il visir al-Muḥallabī, e in quella parte del Fars incontrò il poeta al-Mutanabbi. Quando il suo mecenate morì, cadde in disgrazia e, dopo un periodo di alti e bassi, morì anch'egli.

## Opere
Il sollievo dopo la distretta (in arabo  الفرج بعد الشدّة‎?, al-Faraj baʿd al-shidda) è la sua opera principale e la più famosa riguardante il tema di "chi è nei guai trova sempre una soluzione". Il riscatto si ottiene salvandosi da una situazione pericolosa, nascondendosi, dicendo qualcosa di talmente bello che si riesce ad ottenere il perdono e quindi la ricompensa. C'è anche l'aspetto del miracolo (ad esempio sognando Fāṭima si guarisce), sebbene l'autore sia convinto che l'uomo abbia la possibilità di far positivo ricorso ai propri mezzi (fiducia nel genere umano che è propria anche del mutazilismo).
Il libro, suddiviso in 14 capitoli con dei titoli ben precisi, contiene: prosa, poesia, aneddoti, brani del Corano, storia dei profeti; l'ordinazione dei capitoli parte dal sacro per arrivare al profano, cioè l'autore ordina i capitoli partendo dal materiale religioso fino ad arrivare alle storie che riguardanti i Califfi, i capi militari e la gente comune. Per scrivere l'opera si servì sia di fonti scritte che orali. Il libro ha avuto una larga diffusione, e ci sono testi successivi che ne prendono spunto. Inoltre venne usato anche come fonte storica del X secolo, perché parla dei sovrani del tempo, ma tutto ciò che scrive al riguardo non è da prendere del tutto in parola, in quanto le fonti non sono del tutto attendibili.
Un altro libro importante è Il rimuginare sulla conversazione (in arabo نشوار المحاضر‎?, Nishwār al-muḥāḍar) dove in 8 volumi l'autore raccoglie le conversazioni che venivano tenute durante i cenacoli letterali (majālis), senza ricorrere a fonti scritte.